# Skórkowice
Skórkowice – wieś w Polsce, położona w województwie łódzkim, w powiecie opoczyńskim, w gminie Żarnów.
W skład sołectwa Skórkowice wchodzą także wsie Poręba i Skumros.
Wieś jest siedzibą rzymskokatolickiej parafii św. Łukasza w Skórkowicach.

## Części wsi
| SIMC    | Nazwa   | Rodzaj     |
| ------- | ------- | ---------- |
| 0558104 | Chorzew | część wsi  |
| 0558110 | Dwór    | część wsi  |
| 0558133 | Niwa    | przysiółek |
| 0558127 | Piaski  | część wsi  |

## Historia i zabytki
Nazwa miejscowości pochodzi od rodu Skórkowskich, szlachty będącej właścicielami folwarku Skórkowice. W 1784 r. miejscowość administracyjnie należała do powiatu opoczyńskiego w województwie sandomierskim i była własnością Jana Sariusza Skórkowskiego, chorążego opoczyńskiego.
W okresie I wojny światowej przez okolice Skórkowic przebiegał front rosyjsko-austriacki. W okresie międzywojennym znajdowała się tu szkoła powszechna, po II wojnie światowej szkoła podstawowa. W Skórkowicach stoi murowany kościół pw. św. Łukasza, wzniesiony w XVII stuleciu, w stylu klasycystycznym. Świątynia ta była później wielokrotnie przebudowywana – z pierwotnej budowli do dziś przetrwało prezbiterium oraz kaplica na planie kwadratu z kopułą i kryptami. We wnętrzu jednonawowej świątyni zachowały się: gotycka kamienna chrzcielnica, tablica kamienna z 1648 r. z opisem dziejów kościoła, cenne obrazy i rzeźby.
Będąc w Skórkowicach warto również zobaczyć kapliczkę cmentarną z XIX stulecia.
Zachowały się również piwnice nieistniejącego już dzisiaj dworu, wzniesionego w XVII lub XVIII stuleciu, sklepione kolebkowo – jedna z nich podparta jest dwoma okrągłymi filarami.
Podczas okupacji hitlerowskiej, w styczniu 1942 roku Niemcy utworzyli getto dla żydowskich mieszkańców. Przebywało w nim około 320 Żydów. W październiku 1942 zostali wywiezieni getta w Żąrnowcu, a stamtąd do obozu zagłady Treblinka II i tam zamordowani.
Na zachodnim skraju wsi znajduje się rezerwat przyrodniczy Diabla Góra, ze wzniesieniem górującym nad okolicą.
W latach 1975–1998 miejscowość administracyjnie należała do województwa piotrkowskiego.
W Skórkowicach urodził się Mieczysław Bero (1892–1945), major piechoty Wojska Polskiego.